# Rhyzodiastes patruus
Rhyzodiastes patruus es una especie de escarabajo terrestre, categorizada en la tribu Clinidiini, de la subfamilia Rhysodinae.
La especie mide aproximadamente 5,3 mm de longitud. La cabeza mide 1,5 mm y es más alargada que ancha. Cuenta con ojos marrones y pronoto elongado.

## Taxonomía
Se atribuye su descripción a los entomólogos de origen estadounidense Ross Taylor Bell y Joyce Elaine Rockenbach Bell, quienes la citaron por primera vez en 1985. La especie aparece registrada en la sección Rhysodini of the world. Part IV. Revision of Rhyzodiastes FAIRMAIRE and Clinidium KIRBY, with new species in other genera (Coleoptera: Carabidae or Rhysodidae) de Quaestiones Entomologicae, 21: 1-172, publicada por Bell, R.T. y Bell, J.R. en 1985.

## Distribución
Se distribuye por Asia, en Malasia, en el estado de Johor.